# Трейнта-и-Трес
Трейнта-и-Трес (исп. Treinta y Tres) — город на востоке Уругвая, административный центр одноимённого департамента.

## История
Название города, основанного в 1853 году, в переводе с испанского означает «тридцать три», дано в честь героев XIX века, которые в 1825 году начали вооружённую борьбу за освобождение Уругвая из-под бразильского ига. 9 июля 1909 года получил статус малого города (Villa), а 29 сентября 1915 года — статус города (Ciudad).

## География
Город расположен на левом берегу реки Олимар-Гранде, в том месте, где в реку впадает её приток Йербаль-Гранде. У юго-западной границы города через реку Олимар-Гранде переброшены 3 моста — железнодорожный, автомобильный и пешеходный. Высота города над уровнем моря составляет около 50 м. Трейнта-и-Трес — центр животноводческого района. Имеется железнодорожная станция.

## Население
Население по данным на 2011 год составляет 25 477 человек.
| Год  | Население |
| ---- | --------- |
| 1908 | 7718      |
| 1963 | 22 557    |
| 1975 | 23 448    |
| 1985 | 25 116    |
| 1996 | 26 390    |
| 2004 | 25 711    |
| 2011 | 25 477    |

Источник: Instituto Nacional de Estadística de Uruguay

## Знаменитые выходцы
- Дарио Сильва — уругвайский футболист
- Эмилиано Альфаро — уругвайский футболист